# Kate Todd
Kate Todd (Toronto, 1987. december 12. –) kanadai színésznő, énekesnő.
Legismertebb alakítása Erica a 2011–2012 között sugárzott Vámpírunk, a gyerekcsősz című sorozatban. A 2000-es évek elején a Rádiókalózok című sorozatban szerepelt.

## Élete és pályafutása
Innisfilbe nevelkedett, ahol a Nantyr Shores Középiskolába járt és kitűnő eredménnyel érettségizett.
Legelső komolyabb szerepe a Rádiókalózok című sorozatban volt. 2007-ben feltűnt a Naturally, Sadie egy epizódjában. Később főszerepet kapott a Vámpírunk, a gyerekcsősz című sorozatban.
2012 áprilisában adta ki Finding My Way című debütáló albumát. A 2012-es Radio Nation Music Awards-on elnyerte a legjobb új album díjat. 2014-ben kiadta a Country Christmas című karácsonyi albumot. 2015 áprilisában jelentette meg harmadik albumát, Anywhere With You címmel.
 2016. február 26-án kiadta a Should’ve Told kislemezt.

## Filmográfia

### Film
| Év   | Magyar cím       | Eredeti cím               | Szerep        | Magyar hang  |
| ---- | ---------------- | ------------------------- | ------------- | ------------ |
| 2007 |                  | The Tracey Fragments      | Debbie Dodge  |              |
| 2008 | Isten a pokolban | Saving God                | Sherri Butler | Dudás Eszter |
| 2012 |                  | S is for Bird (rövidfilm) | lány a bárban |              |

### Televízió
| Év        | Magyar cím               | Eredeti cím                       | Szerep                    | Megjegyzések                                               |
| --------- | ------------------------ | --------------------------------- | ------------------------- | ---------------------------------------------------------- |
| 2003      |                          | Strange Days at Blake Holsey High | Cassie                    | 1 epizód                                                   |
| 2003–2005 | Rádiókalózok             | Radio Free Roscoe                 | Lily "Shady Lane" Randall | főszereplő                                                 |
| 2004      |                          | Real Access                       | önmaga                    | 1 epizód                                                   |
| 2005      |                          | More Sex & the Single Mom         | Carol Ann                 | tévéfilm                                                   |
| 2006      | Booky híres lesz         | Booky Makes Her Mark              | Gloria                    | tévéfilm                                                   |
| 2007      |                          | Naturally, Sadie                  | Jen                       | vendégszereplő                                             |
| 2007      | A dühöngő grizzly        | Grizzly Rage                      | Lauren Findley            | - tévéfilm - magyar hangja: - Dögei Éva                    |
| 2007–2008 |                          | Life with Derek                   | Sally                     | 10 epizód                                                  |
| 2008      | A Degrassi gimi          | Degrassi: The Next Generation     | Natasha                   | 2 epizód                                                   |
| 2009      | Family Guy               | Family Guy                        | Heidi Montag (hangja)     | 1 epizód                                                   |
| 2009–2010 |                          | Cashing In                        | Chrissy Eastman           | 7 epizód                                                   |
| 2010      | Vámpírunk, a gyerekcsősz | My Babysitter's a Vampire         | Erica                     | - tévéfilm - magyar hangja: - Sipos Eszter Anna            |
| 2011      | Kékpróba                 | Rookie Blue                       | Jane Eddie                | 1 epizód                                                   |
| 2011–2012 | Vámpírunk, a gyerekcsősz | My Babysitter's a Vampire         | Erica                     | - főszereplő - magyar hangja:[forrás?] - Sipos Eszter Anna |
| 2012      |                          | The L.A. Complex                  | Katee                     | 4 epizód                                                   |
| 2013      |                          | The Good Witch's Destiny          | Helen                     | tévéfilm                                                   |
| 2013      |                          | Satisfaction                      | Taylor                    | 1 epizód                                                   |
| 2014      | Elveszett lány           | Lost Girl                         | Dominique                 | 4 epizód                                                   |